# Libra zambiana
La libra fue la unidad monetaria de Zambia desde su independencia, ocurrida el 24 de octubre de 1964, hasta el 16 de enero de 1968. Esta divisa se subdividía en 20 chelines, y cada chelín constaba de 12 peniques.

## Historia
La libra de Zambia entró en vigencia luego de reemplazar a la Libra de la Federación Rodesia y Nyasalandia a una tasa de cambio de 1 a 1. La nueva moneda zambiana tenía paridad con la libra esterlina. Fue reemplazada el 16 de enero de 1968 por una nueva moneda decimal, el kuacha, subdividido en 100 ngwee. La tasa de cambio fue 1 libra = 2 kuacha.

## Billetes
En 1964, el Banco de Zambia puso en circulación billetes de diez chelines, una y cinco libras
| Imagen | Denominación | Anverso              | Reverso                                    |
| ------ | ------------ | -------------------- | ------------------------------------------ |
|        | 10 chelines  | Lybius chaplini      | Agricultores arando con tractores y bueyes |
|        | 1 libra      | Agapornis nigrigenis | Torre de minería y transportadores         |
|        | 5 libras     | Connochaetes         | Cataratas Victoria                         |

## Monedas
En 1964 se acuñaron e introdujeron a la circulación monedas de 6 peniques, 1 y 2 chelines, todas ellas acuñadas en cuproníquel. Dos años después se agregaron al cono monetario las monedas de 1 penique, acuñadas en bronce y que poseían una perforación central.